# Château de Saint-Martin (Lamonzie-Saint-Martin)
Pour les articles homonymes, voir Château de Saint-Martin.
Le château de Saint-Martin est un château français implanté sur la commune de Lamonzie-Saint-Martin dans le département de la Dordogne, en région Nouvelle-Aquitaine.

## Historique
Le château a été bâti au XVIe siècle autour d'un donjon plus ancien et modifié au XVIIe et XIXe siècles.

## Protection
Le château est inscrit au titre des monuments historiques le 12 octobre 1948 et la totalité du domaine avec le parc 23 juillet 2012.